# Ansbach (Usa)
Der Ansbach ist ein etwa einen Kilometer langer Bach in Neu-Anspach im Taunus und ein linker Zufluss der Usa, der im  hessischen Hochtaunuskreis verläuft.

## Geographie

### Verlauf
Der Ansbach entspringt im Östlichen Hintertaunus auf einer Höhe von etwa  363 m ü. NHN in einer Wiese bei der Leipziger Straße am Westrand der Ortslage des Neu-Anspacher Stadtteils Anspach.
Er fließt in östlicher Richtung durch zunächst durch Grünland, verschwindet dann verrohrt in den Untergrund und mündet schließlich bei der Taunusstraße, im Zentrum der Ortslage und auf einer Höhe von ungefähr  337 m ü. NHN unterirdisch verdolt von links in die aus dem Südwesten kommende und dort ebenfalls verrohrte  Usa ein.
Sein etwa 1,2 km langer Lauf endet 26 Höhenmeter unterhalb seiner Quelle, er hat somit ein mittleres Sohlgefälle von 22 ‰.

### Einzugsgebiet
Das Einzugsgebiet des Ansbachs liegt im Usinger Becken und wird über die Usa, die Wetter, die Nidda, den Main und den Rhein zur Nordsee entwässert.
Es grenzt
- im Süden an das der Usa
- im Nordwesten an das des Häuserbachs, der in den Usazufluss  Arnsbach mündet
- und im Norden an das des Eisenbach, der in den Häuserbach mündet.

### Flusssystem Usa
- Fließgewässer im Flusssystem Usa